# Potlako Leballo
Potlako Kitchener Leballo (* 19. Dezember 1924 in Lifelakoaneng bei Mafeteng, Basutoland; † Januar 1986 in London) war ein Politiker in Basutoland (dem heutigen Lesotho), Südafrika und im Exil. Er war langjähriger Generalsekretär und schließlich Vorsitzender des Pan Africanist Congress (PAC).

## Leben

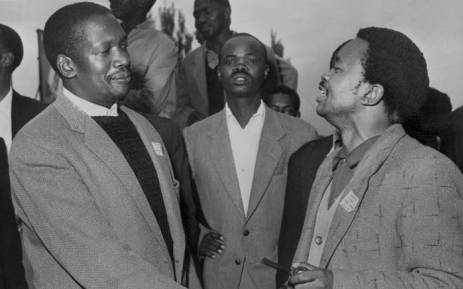
Robert Sobukwe (links) und Potlako Leballo

Potlako Kitchener Leballo wurde vermutlich 1924 im heutigen Mafeteng-Distrikt als jüngstes von 14 Kindern geboren. Sein Vater war ein anglikanischer Geistlicher. Er nahm als freiwilliges Mitglied der südafrikanischen Armee am Zweiten Weltkrieg teil. 1952 beteiligte er sich an der Defiance Campaign des African National Congress (ANC). Im selben Jahr war er Gründungsmitglied des panafrikanischen Basutoland African Congress, der ersten Partei im heutigen Lesotho. Die Partei hieß ab 1957 Basutoland Congress Party (BCP). Zugleich war Leballo Mitglied der 1944 gegründeten ANC Youth League in Südafrika. Leballo genoss als guter Redner große Bekanntheit. Nach seinem Vorschlag wählte man 1952 Albert Luthuli zum ANC-Präsidenten. 1959 war er maßgeblich daran beteiligt, dass sich der Pan Africanist Congress vom ANC abspaltete. Erneut gelang es Leballo, durch einen Vorschlag die Spitzenfunktion einer Organisation zu besetzen, indem Robert Sobukwe zum Anführer des PAC gewählt wurde. Leballo übernahm die Aufgabe des Generalsekretärs im PAC.
Nach dem Sharpeville-Massaker verurteilte ein südafrikanisches Gericht Leballo wegen Aufwiegelung zu einer Haftstrafe. Nach seiner Freilassung wurde er nach Natal verbannt. Im August 1962 erhielt er die Erlaubnis, nach Basutoland zurückzukehren, wo er in Maseru beim Wiederaufbau des PAC mitwirkte, der in Südafrika gebannt war. Er half, den militärischen Flügel des PAC, Poqo, einzurichten (später Azania’s Peoples’s Liberation Army, APLA). Leballo musste jedoch aus Basutoland fliehen, nachdem Umsturzpläne der Poqo gegen die südafrikanische Regierung bekannt geworden waren. Er ging ins Exil nach Ghana und Tansania, wo er daran arbeitete, den PAC zu einer maoistischen Organisation umzugestalten. Er hatte damit jedoch bis 1976 wenig Erfolg. Die Mehrheit der exilierten PAC-Mitglieder favorisierte einen diplomatischeren Stil. 1974 kamen 178 Kämpfer der Lesotho Liberation Army (LLA), dem militärischen Arm der BCP, sowie rund 500 südafrikanische Studenten zur Militärausbildung in ein Lager in Libyen und stärkten so die radikale Position Leballos, der auch Ausbilder der LLA war.
1978 starb Sobukwe in Südafrika während seiner Bannung. Leballo wurde sein Nachfolger. Die USA übten Druck auf die PAC-Führung aus, um den gemäßigten Flügel zu stärken. 1979 musste sich Leballo einer medizinischen Behandlung im Vereinigten Königreich unterziehen. David Sibeko, Vusumzi Make und Elias Ntloedibe stürzten Leballo daraufhin. APLA-Kommandeure erschossen Sibeko; Make wurde zum neuen PAC-Vorsitzenden erklärt. Tansanische Truppen töteten mehrere PAC-Kämpfer und vertrieben die übrigen nach Kenia. 1980 kam Leballo nach Simbabwe und errichtete dort ein neues Hauptquartier.
Im Februar 1981 wurde das frühere PAC-Führungsmitglied John Nyati Pokela in Südafrika aus der Haft entlassen und ersetzte Make als Anführer der gemäßigten PAC-Mitglieder. Leballo wurde auf Druck der tansanischen Regierung und der OAU aus Simbabwe ausgewiesen und erreichte nach mehreren Stationen Libyen.
Bis 1986 lebte Leballo in Ghana und London. Er arbeitete mit den ghanaischen Jerry Rawlings’ People’s Committees zusammen und unterhielt Kontakte zu den ruandischen Tutsi und der damaligen Unabhängigkeitsbewegung Yoweri Musevenis in Uganda. Pokela starb 1985. Leballo arbeitet in der Folge daran, den PAC zu einen, starb aber plötzlich in Greenwich, London. Er wurde in seinem Geburtsort in Lesotho beigesetzt.